# Stazione di Cene
La stazione di Cene fu una stazione ferroviaria della linea della Valle Seriana a servizio dell'omonimo comune, sebbene si trovasse all'interno del territorio comunale di Albino.

## Storia
La stazione fu aperta al servizio pubblico il 23 agosto 1884, assieme al tratto che collegò Albino a Vertova.
Fu soppressa il 31 agosto 1967, con la chiusura della linea ferroviaria che nel frattempo era stata prolungata a Ponte Selva e a Clusone.

## Strutture e impianti
La stazione era provvista di un fabbricato viaggiatori di modeste dimensioni, a pianta rettangolare, e a un unico livello fuori terra.
Era presente un binario di raddoppio lungo 76 m.
Lo scalo merci era formato solo da un piano caricatore con copertura in legno, servito a sua volta dal solo binario di raddoppio.
In direzione di Clusone, a non molta distanza dal fabbricato viaggiatori, era presente il raccordo con l'impresa Martinelli.

## Movimento
La stazione era servita dai treni accelerati e omnibus della relazione Bergamo-Ponte Selva fino al 1911, quando furono sostituiti dalla relazione Bergamo-Clusone.